# Valvàtides
Els valvàtides (Valvatida) són un ordre d'equinoderms asteroïdeus. Es tracta d'un grup molt divers que sovint presenten evidents ossículs marginals.

## Famílies
Inclou unes 981 espècies repartides en 17 famílies:
- Família Acanthasteridae Sladen, 1889 (2 espècies)
- Família Archasteridae Viguier, 1879 (3 espècies)
- Família Asterinidae Gray, 1840 (154 espècies)
- Família Asterodiscididae Rowe, 1977 (21 espècies)
- Família Asteropseidae Hotchkiss & Clark, 1976 (6 espècies)
- Família Chaetasteridae Sladen, 1889 (4 espècies)
- Família Goniasteridae Forbes, 1841 (466 espècies)
- Família Leilasteridae Jangoux & Aziz, 1988 (3 espècies)
- Família Mithrodiidae Viguier, 1878 (7 espècies)
- Família Odontasteridae Verrill, 1899 (30 espècies)
- Família Ophidiasteridae Verrill, 1870 (104 espècies)
- Família Oreasteridae Fisher, 1908 (62 espècies)
- Família Podosphaerasteridae Fujita & Rowe, 2002 (6 espècies)
- Família Poraniidae Perrier, 1894 (22 espècies)
- Família Solasteridae Viguier, 1878 (53 espècies)
- Família Sphaerasteridae Schöndorf, 1906 † (3 espècies)
- Família Stauranderasteridae Spencer, 1914 † (18 espècies)